# 포미닛
포미닛(영어: 4minute)은 큐브 엔터테인먼트 소속의 대한민국의 5인조  걸 그룹이었다. 포미닛의 의미는 '4분 안에 각자의 매력으로 사로잡겠다'라는 의미와 함께 For a minute(포미닛)으로 '순간을 위해 최선을 다하겠다'는 2가지 의미가 내포되었다. 2009년 6월 18일 Mnet 엠카운트다운에서 데뷔곡 "Hot Issue"로 데뷔하였다.
포미닛은 활발한 아시아 활동으로 중국, 대한민국, 베트남, 일본뿐만 아니라 대만, 홍콩, 필리핀 등 많은 아시아 국가에서 인기를 얻었다. 하지만 2016년 6월에 해체되었다.

## 활동

### 2009–10: 데뷔와For Muzik,Hit Your Heart

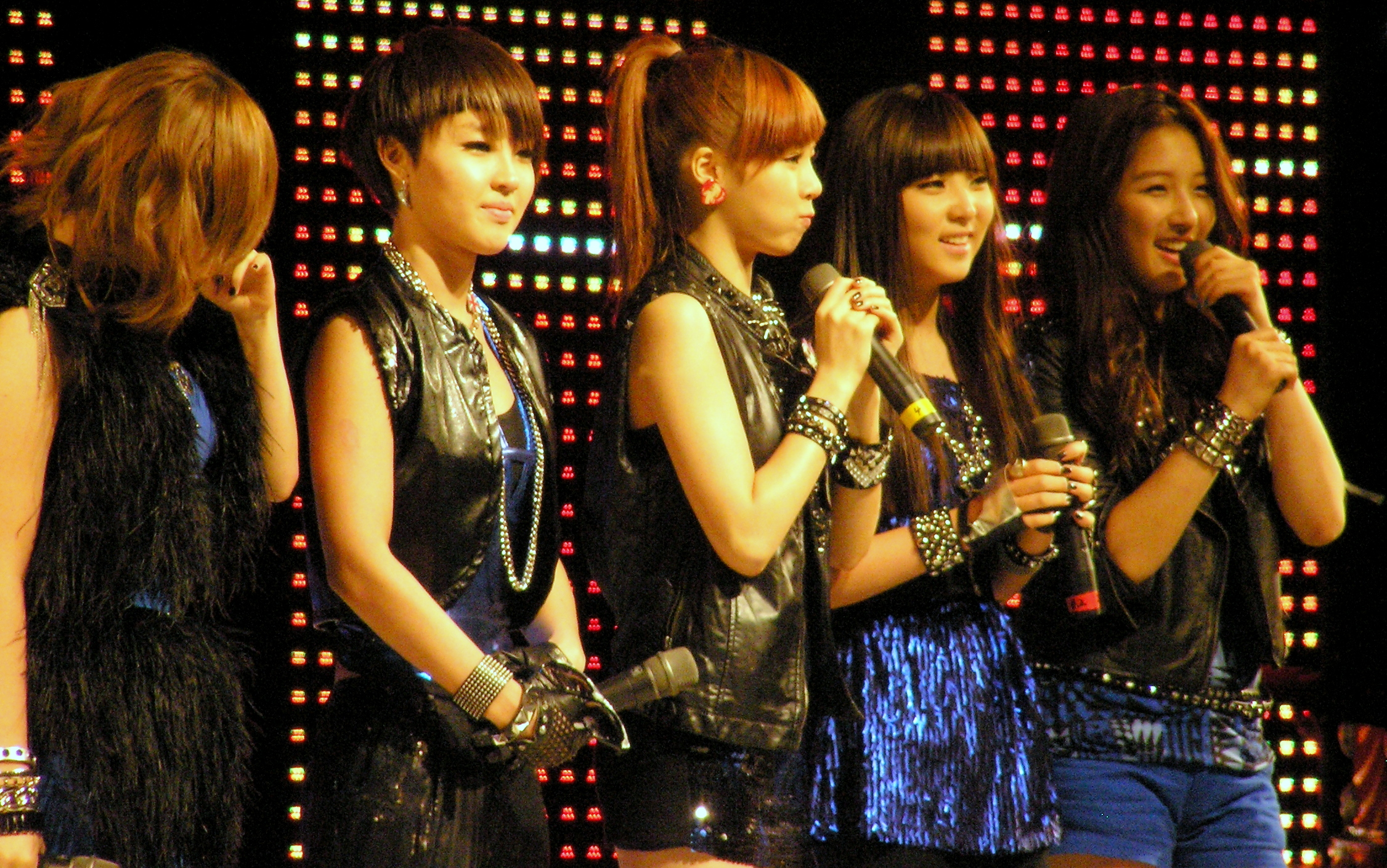
2009년 동국대학교 축제에서의 포미닛

포미닛은 남지현, 허가윤, 전지윤, 김현아, 권소현 5명의 멤버로 이루어져 있다. 그 중 멤버 김현아는 이미 원더걸스의 전 멤버로서 포미닛으로 다시 컴백한다는 소식으로 많은 관심을 받았으며, 멤버 권소현은 오렌지의 멤버로 활동하기도 했다. 포미닛은 2009년 6월 15일 데뷔 싱글 "Hot Issue"를 발매해 6월 18일 엠 카운트다운에서 데뷔 무대를 치렀다. 데뷔곡 "Hot Issue"는 80년대 펑키 리듬과 후크송의 성격을 더해 대중적이고 따라부르기 편한 신나는 펑키 댄스곡으로 공개 당일 여러 실시간 차트에서 상위권에 진입했으며, 6월 19일에는 뮤직비디오의 풀버전을 공개해 화제가 되었다. 이 외에 김현아의 구멍난 스타킹 등 포미닛의 패션은 또다른 구경거리로 관심을 집중시켰다. 이러한 인기로 "Hot Issue"로 싸이월드 디지털 뮤직 어워드 '루키 오브 더 먼스'로 선정되었다. 이어 포미닛은 8월 28일 첫 EP 음반 For Muzik을 발매한다. 이 음반은 신사동호랭이, 이상호, 김도훈, 황성진 등 유명한 프로듀서들과 함께 작업했다. 타이틀 곡인 "Muzik"은 음원이 공개되자마자 각종 음원사이트에 상위권에 진입했고, SBS 인기가요에서 뮤티즌송을 수상하며 데뷔 3개월만에 지상파 1위를 차지했다. "Muzik" 활동이 끝나고 나서는 후속곡 "What A Girl Wants"로 활동을 이어갔다. 포미닛은 이번 활동을 통해 제24회 골든 디스크에서 신인상을 수상하였다.
한편 2010년 1월 4일 멤버 김현아는 디지털 싱글 음반 "Change"를 발매해 활동하면서 솔로 데뷔를 했다. 김현아는 주로 퍼포먼스 위주의 공연을 펼쳤으며, 안무 중 골반춤이라는 안무를 유행시켰다. 김현아의 솔로 활동을 끝마치자 포미닛은 본격적인 해외 진출을 하였는데, 2010년 2월 6일 열린 필리핀 쇼케이스에서 관객이 5천 명에 달했고, 태국에서의 첫 쇼케이스도 7천여 명의 관객이 모여 성황리에 진행되었다. 일본에서도 정식 데뷔 전 도쿄에서 단독 콘서트를 열어 2000명 정도가 모였다. 이 외에 대만, 홍콩 등 중화권 국가와 각종 아시아 국가에서 1위를 차지했다.
짧은 기간 동안의 해외 활동을 마치고 포미닛은 2010년 5월 19일 한국에서 두 번째 EP 음반 Hit Your Heart를 발매했다. 발매 전 5월 12일 티저 사이트를 오픈해 컴백 소식들을 알렸다. 이후 타이틀 곡 "HUH"를 공개했고, "HUH"는 실시간 음원 차트 1위를 차지하는 등 많은 관심을 받으며 컴백했다. 포미닛은 2010년 6월 17일자 엠 카운트다운 차트에서 1위를 차지했으며, 가온 온라인 차트 4위까지 진입했다. 타이틀 곡 활동을 마친 뒤, 후속곡 "I My Me Mine"으로 활동을 이어나갔고, 뮤직비디오를 공개해 실시간 뮤직비디오 차트 상위권에 진입하였다.

### 2010–12: 일본 데뷔 및4Minutes Left,Volume Up
포미닛은 일본에서 데뷔 하기 전, 이미 단독 콘서트를 펼친 적이 있었다. 이후 2010년 5월 5일 일본에서의 데뷔 싱글 "Muzik"을 발매해 오리콘 주간 차트에서 21위라는 성적을 거두었다. "Muzik"은 일본 이외에 대만, 홍콩 차트에서 1위를 차지했고, 대만에서 발매된 4minute for Muzik은 골든 디스크 인증을 받았다. 이어 한국에서 이미 활동했던 "I My Me Mine"을 두 번째 싱글로써 2010년 7월 28일 발매했다. 포미닛은 "I My Me Mine" 프로모션을 위해 도쿄, 나고야, 오사카를 순회하는 콘서트를 열었고, 1만 명이 넘는 관객들이 운집했다. 2010년 10월 12일에는 일본 세 번째 싱글 "FIRST/Dreams Come True"를 유튜브를 통해 세계에 동시 공개했다. 그리고 2010년 12월 15일에는 일본에서의 첫 정규 앨범 DIAMOND를 발매했고, 이는 오리콘 주간 앨범 차트 27위까지 진입했다.

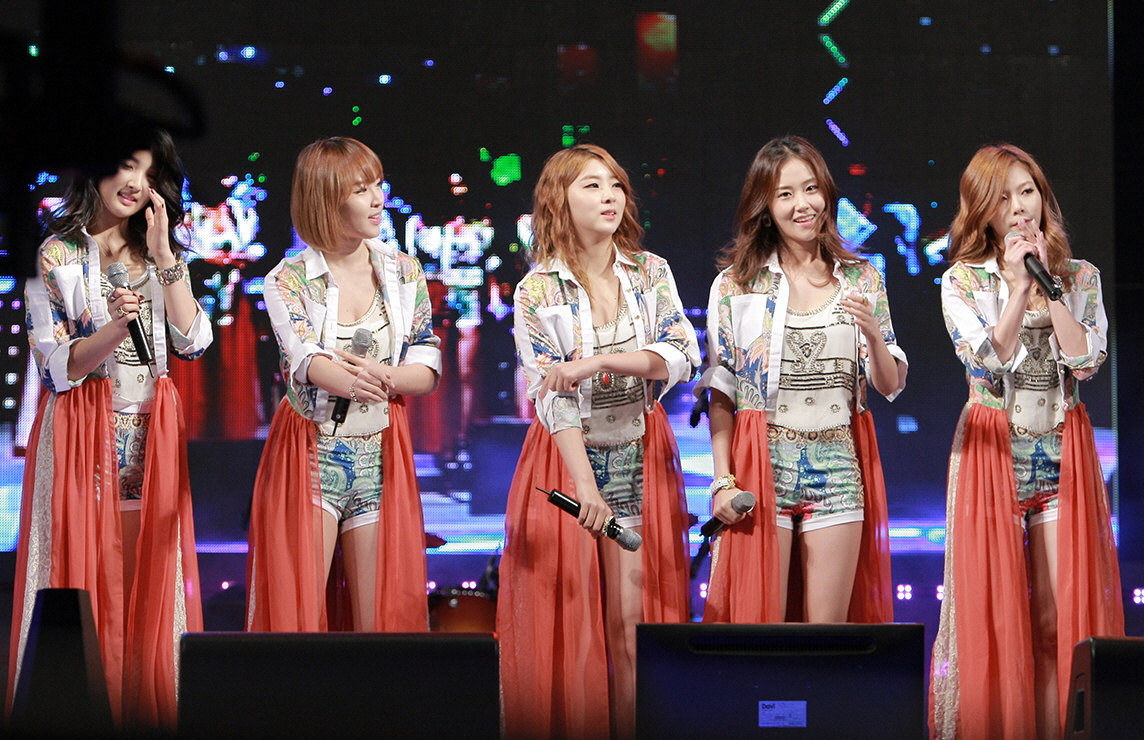
2012년 9월 파주북소리 행사에서 포미닛.

이후 네 번째 싱글 "WHY"를 2011년 3월 9일 발매했고, 오리콘 위클리 싱글 차트 17위에 올랐다. 한편, 포미닛은 2010년 10월에 열린 2010 아시아송 페스티벌에 출연해 아시아 인플루엔셜 아티스트상을 수상했다.
일본에서의 DIAMOND 활동이 막바지에 이르렀을 때, 포미닛은 한국으로 돌아와 2011년 3월 29일 새 싱글 "Heart To Heart"를 발매하며 컴백을 알렸다. "Heart To Heart"는 가온 디지털 종합 차트 12위까지 진입했다. 그리고 2011년 4월 5일, "Heart To Heart"가 수록된 한국에서의 첫 정규 음반 4Minutes Left를 발매했고, 타이틀 곡 〈거울아 거울아〉는 가온 디지털 종합 차트 2위에 올랐다. 한편, 〈거울아 거울아〉 안무 중 '쩍벌춤'이라는 춤이 있었는데, KBS와 SBS 측에서 선정적 논란으로 안무를 규제해 수정하기도 했다. 2011년 6월에는 015B의 곡 "Silly Boy"에 객원가수로 참여하였는데, 이는 015B 노래 중에서 유일하게 아이돌 그룹을 객원가수로 기용한 사례이다. 9월 7일에는 일본에서 다섯 번째 싱글 "Heart To Heart"를 발매했고, 같은 해 10월에는 일본 도쿄 TV 드라마 《여기가 소문의 엘파라시오》의 주제가 "Ready, Go"를 불렀다.
2011년 12월에는 멤버 김현아와 비스트의 멤버 장현승이 최초의 혼성 유닛인 트러블 메이커를 결성해 활동하였다. 2012년 4월 9일에는 세 번째 미니 앨범 Volume Up을 발매했다. 타이틀곡은 동명의 "Volume Up"으로, 앨범에는 신사동 호랭이, The KOXX 등이 프로듀서로 참여했다. "Volume Up"은 가온 디지털 종합 차트 2위에 진입했고, 엠 카운트다운 차트에서 1위에 올랐다.

### 2013–14:Name Is 4minute,4MINUTE WORLD
2013년 1월 멤버 허가윤과 전지윤은 투윤이라는 유닛 그룹을 결성해 타이틀 곡 "24/7"으로 활동했다. 2013년 4월 26일에는 포미닛의 네 번째 미니 앨범 Name Is 4minute이 발매되었는데, 타이틀곡 〈이름이 뭐예요?〉는 각종 음원차트와 음악 프로그램에서 1위를 하며 인기를 끌었고, 가온 디지털 종합 차트 월간 차트에서도 1위를 했으며, 6월 1일자 빌보드 K팝차트에서 1위에 오르는 영예도 안았다. 이후 6월 28일에는 후속곡 〈물 좋아?〉를 발매해 컴백했다. 큐브 엔터테인먼트 관계자는 포미닛 신곡 '물 좋아'의 활동 방향에 대해서는 "신곡 활동은 섹시나 카리스마 콘셉트가 아닌 귀여운 콘셉트로 진행된다. 컴백 시기에 딱맞는 여름 느낌의 힙합댄스곡이다. 이번 활동을 통해 '이름이 뭐예요?'에 이어 통통 튀는 매력을 선보일 예정이다"라고 설명했다. 같은 해 9월 포미닛은 유니버설 뮤직 재팬과의 계약을 완료하고, 그룹의 일본어 공식 웹사이트뿐만 아니라 팬클럽 사이트, 4NIA 일본을 종료했다.
2014년 1월 멤버 허가윤, 김현아, 권소현은 용감한 형제가 작사, 작곡한 살만찌고를 발표했다. 2014년 3월 17일에는 포미닛의 다섯 번째 미니 앨범 4MINUTE WORLD를 발매했다. 포미닛은 타이틀곡 〈오늘 뭐해?〉를 통해 5인 5색의 매력을 보여주겠다는 각오를 담아 만든 곡으로 용감한 형제와 함께 노래를 프로듀싱했다. 반복되는 가사와 리듬이 특징이다. 포미닛은 2014년 3월 30일자 SBS 인기가요에서 소녀시대와 2NE1을 제치고 1위를 차지하였다. 2014년 7월에는 멤버 김현아가 세번째 미니앨범 A Talk를 발매해 큰 인기를 끌며 여러 패러디를 탄생시켰다.

### 2015-2016:Crazy,Act.7
2015년 1월 26일 더블 타이틀곡 "추운비"를 선 공개하였고, 2015년 2월 9일 여섯 번째 미니앨범 "Crazy"를 발매하였다. 2015년 4월 4일에는 미얀마 단독 콘서트 4Minute Fanbash in Myanmar를 개최했다. 현장에는 현지 7천여 관객들이 모여들며 포미닛에 대한 남다른 관심을 입증했다. 2015년 8월 21일에는 멤버 김현아가 네번째 미니앨범 A+를 발매하였다.
2016년 2월 1일 일곱 번째 미니앨범이자 마지막 앨범인 "Act.7"를 발매하였다. 당일 2시에 쇼케이스로 통해 타이틀곡 〈싫어〉가 최초공개되었다.

### 해체
2016년 6월 13일 소속사 공식입장에 따르면 김현아만 재계약을 하기로 한 상태라고 밝혔다. 나머지 멤버들은 아직 계약 기간이 남아 재계약 여부에 대해 논의 중이며, 나머지 멤버들이 큐브 엔터테인먼트에 남을지 떠날지는 결정되지 않았지만 소속사 측은 멤버 모두 각자 가고 싶은 길이 달라 사실상 팀을 유지하는 것은 어렵다고 밝혔다. 6월 16일 나머지 멤버들은 재계약을 하지 않았다고 공식입장을 밝혔다. 그래서 7년간 사랑받은 포미닛은 해체되었다.
2013년부터 큐브 엔터테인먼트의 지분 50%는 IHQ의 것이었다. 홍승성 회장의 지분 28%는 그대로 유지했으나 의결권은 큐브가 아닌 IHQ에 있었던 것. IHQ는 2016년 2월에 발매한 포미닛의 미니 7집 "Act.7"의 타이틀인 <싫어>가 큰 인기를 끌지 못했다고 지적했다. '음악성'보다 '대중성' 큰 기준이 되면서 포미닛은 큐브에 필요없는 그룹으로 전락한 것이다. 특히 솔로 가수로 주목을 받고 있는 김현아는 재계약에 성공했지만 다른 멤버들은 재계약에 실패했다.

## 이전 구성원
| 이름   | 소개 |
| ------ | --- |
| 남지현 | - 본명 : 남지현 (南智賢) - 생년월일 : 1990년 1월 9일(35세) - 출생지 : 대한민국 인천광역시 부평구 - 학력 : 상명대학교 무용예술학과 (졸업) - 포지션 : 리더, 서브보컬 - 활동기간 : 2009년 6월 18일 ~ 2016년 6월 16일                                             |
| 허가윤 | - 이름 : 허가윤 (許嘉允) - 생년월일 : 1990년 5월 18일(35세) - 출생지 : 대한민국 서울특별시 - 학력 : 동국대학교 연극학부 뮤지컬전공 (졸업) - 포지션 : 메인보컬 - 유닛 그룹 : 투윤 - 활동기간 : 2009년 6월 18일 ~ 2016년 6월 16일                               |
| 전지윤 | - 이름 : 전지윤 (田祉潤) - 생년월일 : 1990년 10월 15일(34세) - 출생지 : 대한민국 경기도 수원시 - 학력 : 경희대학교 포스트모던음악과 - 포지션 : 리드보컬, 리드래퍼, 리드댄서 - 유닛 그룹 : 투윤 - 활동기간 : 2009년 6월 18일 ~ 2016년 6월 16일                 |
| 현아   | - 이름 : 김현아 (金泫雅) - 생년월일 : 1992년 6월 6일(33세) - 출생지 : 대한민국 서울특별시 - 학력 : 건국대학교 예술학부 영화전공 (중퇴) - 포지션 : 메인댄서, 메인래퍼, 서브보컬 - 유닛 : 트러블메이커, 트리플 H - 활동기간 : 2009년 6월 18일 ~ 2016년 6월 16일 |
| 권소현 | - 이름 : 권소현 (權昭賢) - 생년월일 : 1994년 8월 30일(30세) - 출생지 : 대한민국 서울특별시 - 학력 : 동국대학교 연극영화학과 - 포지션 : 서브보컬, 서브래퍼 - 활동기간 : 2009년 6월 18일 ~ 2016년 6월 16일                                                      |

## 음반 목록
| 정규 음반 - 2011: DIAMOND (일본) - 2011: 4Minutes Left (한국) | EP 음반 - 2009: For Muzik - 2010: Hit Your Heart - 2012: Volume Up - 2013: Name Is 4minute - 2014: 4MINUTE WORLD - 2015: Crazy - 2016: Act.7 |

## 같이 보기
- 7icons